# غاركندي رسول بخش بازار
غاركندي رسول ناحية بازار (بالفارسية: گارکندی رسول بخش بازار) هي قرية تقع في منطقة بولان في إيران. يقدر عدد سكانها بـ 349 نسمة بحسب إحصاء 2016.